# Naenara (Webportal)
Naenara (kor. 내나라, dt.: ‚Mein Land‘) ist das offizielle Webportal von Nordkorea. Zu den Portalkategorien zählen: Politik, Wirtschaft und Handel, Gesellschaft und Kultur, Geschichte und Folklore, Wiedervereinigung und Tourismus.
Die Website zeigt unter anderem Artikel aus The Pyongyang Times, Korea Today und Foreign Trade of the DPRK sowie Nachrichten der Korean Central News Agency.
Der Zugang zur Website ist in Südkorea seit 2011 gesperrt.